# スコアズビー (クレーター)
スコアズビー (Scoresby) は、月の表側にある大きなクレーターであり、月の北部に位置する。19世紀前半にグリーンランド東海岸の詳しい測量を行ったイギリスの北極探検家、ウィリアム・スコアズビーにちなんで名づけられた。スコアズビーの北北西の周壁はチャリスと接しており、南にはメトンが位置している。スコアズビーは高緯度に位置しているために地球から観察すると東西に長いが楕円形に見えるが、実際は円に近い形状をしている。
スコアズビーの周壁は鋭い形状をしており、激しい風化や隕石衝突による破壊は見られない。スコアズビーの周壁の外側の斜面の長さは、チャリスと接している北側を除き、スコアズビーの直径の半分近くある。
スコアズビーのクレーター底は平坦に近いが、北東部分は階段状の斜面になっている。クレーター底の中心点には3つの山によって構成された中心丘が突出しており、中心丘の西側には微小なクレーター痕が北側には大きなクレーター痕が存在している。

## 従属クレーター
スコアズビーのごく近くにある小さな無名のクレーターについては、アルファベットを付加することによって識別される。
| 名称 | 月面緯度     | 月面経度     | 直径  |
| ---- | ------------ | ------------ | ----- |
| K    | 北緯 76.3 度 | 東経 2.9 度  | 23 km |
| M    | 北緯 75.6 度 | 東経 8.1 度  | 54 km |
| P    | 北緯 75.8 度 | 東経 13.0 度 | 26 km |
| Q    | 北緯 77.6 度 | 東経 8.7 度  | 40 km |
| W    | 北緯 74.5 度 | 東経 11.2 度 | 10 km |